# Togiola Tulafono
Togiola Tulafono, född 28 februari 1947 på ön Aunu'u, Amerikanska Samoa, var vice guvernör i Amerikanska Samoa från 3 januari 1997. Han efterträdde Tauese P. Sunia som guvernör när denne avled, 26 mars 2003. 